# Independència i Democràcia
Independència i Democràcia (en anglès Independence/Democracy) fou un grup parlamentari del Parlament Europeu format per partits polítics euroescèptics de diverses ideologies, units pel seu rebuig de qualsevol tipus de centralització del poder europeu, successor de l'Europa de les Democràcies i les Diferències (EDD). El grup va desaparèixer en 2009 després de perdre molts diputats en les Eleccions al Parlament Europeu de 2009 i fou succeït per Europa de la Llibertat i la Democràcia.

## Partits membres

### Formació (2004)
En la seva formació, al 2004, el grup comptava amb 37 eurodiputats de 9 partits i una candidata independent.
| Estat         | Partit | Partit                                    | Partit               | Eurodiputats |
| ------------- | ------ | ----------------------------------------- | -------------------- | ------------ |
| Regne Unit    |        | Partit de la Independència del Regne Unit | UKIP                 | 11 / 78      |
| França        |        | Moviment per França                       | MPF                  | 3 / 78       |
| Països Baixos |        | Unió Cristiana – SGP                      | CU–SGP               | 2 / 27       |
| Grècia        |        | Reagrupament Popular Ortodox              | LAOS                 | 1 / 24       |
| Dinamarca     |        | Moviment de Juny                          | JB                   | 1 / 14       |
| Suècia        |        | Llista de Juny                            | jl                   | 3 / 19       |
| Txèquia       |        | Demòcrates independents                   | NEZDEM               | 1 / 24       |
| Polònia       |        | Lliga de les Famílies Poloneses           | LPR                  | 10 / 54      |
| Itàlia        |        | Lega Nord                                 | LN                   | 4 / 78       |
| Irlanda       |        | Kathy Sinnott (Ind.)                      | Kathy Sinnott (Ind.) | 1 / 13       |

### 2008-2009
Prèviament a les eleccions europees de 2009, els grup mantenia només 23 eurodiputats, havent perdut la representació de la Lega Nord, que va passar a l'UEN, un eurodiputat de l'UKIP, un de la Llista de Juny, i vuit de la Lliga de les Famílies Poloneses, partit que estava en plena descomposició.
| Estat         | Partit | Partit                                    | Partit               | Eurodiputats |
| ------------- | ------ | ----------------------------------------- | -------------------- | ------------ |
| Regne Unit    |        | Partit de la Independència del Regne Unit | UKIP                 | 10 / 78      |
| França        |        | Moviment per França                       | MPF                  | 3 / 78       |
| Països Baixos |        | Unió Cristiana – SGP                      | CU–SGP               | 2 / 27       |
| Grècia        |        | Reagrupament Popular Ortodox              | LAOS                 | 1 / 24       |
| Dinamarca     |        | Moviment de Juny                          | JB                   | 1 / 14       |
| Suècia        |        | Llista de Juny                            | jl                   | 2 / 19       |
| Txèquia       |        | Demòcrates independents                   | NEZDEM               | 1 / 24       |
| Polònia       |        | Lliga de les Famílies Poloneses           | LPR                  | 2 / 54       |
| Irlanda       |        | Kathy Sinnott (Ind.)                      | Kathy Sinnott (Ind.) | 1 / 13       |

### 2009
Celebrades les eleccions europees de 2009, IND/DEM només van obtenir 18 eurodiputats, insuficients per mantenir el grup propi. Així, majoritàriament van optar per entrar a l'EFD.
| Estat         | Partit | Partit                                    | Partit   | Eurodiputats |
| ------------- | ------ | ----------------------------------------- | -------- | ------------ |
| Regne Unit    |        | Partit de la Independència del Regne Unit | UKIP     | 13 / 78      |
| França        |        | Libertas França                           | Libertas | 1 / 72       |
| Països Baixos |        | Unió Cristiana – SGP                      | CU–SGP   | 2 / 25       |
| Grècia        |        | Reagrupament Popular Ortodox              | LAOS     | 2 / 22       |